# Anthonomus eugenii
Espèce
Anthonomus eugenii ou Charançon du poivron est une espèce d'insectes coléoptères de la famille des Curculionidae.

## Répartition
Anthonomus eugenii se rencontre dans certains États du Sud des États-Unis, dans le Nord du Mexique, en Amérique centrale, dans certaines îles des Caraïbes et à Hawaï.

## Écologie
Cet insecte ravageur pond sur différentes espèces de Capsicum (piments) et quelques espèces du genre Solanum dont il se nourrit. Le prédateur Catolaccus hunteri de la famille des Pteromalidae est répandu pour limiter ses ravages.

### Organisme de quarantaine
Ce charançon est inscrit sur la liste des organismes de quarantaine prioritaires importants en Suisse.